# Helen Dorn: Prager Botschaft
Prager Botschaft ist ein deutscher Fernsehfilm von Alexander Dierbach aus dem Jahr 2018. Es handelt sich um die 10. Folge der ZDF-Kriminalfilmreihe Helen Dorn mit Anna Loos in der Titelrolle.

## Handlung
Kommissarin Helen Dorn soll in den Innendienst versetzt werden, da sie nach ihrem letzten Einsatz mental extrem angeschlagen ist. Um dem zu entgehen, lässt sie sich auf einen Fall ein, den der BKA-Beamte Felix Schwarz an sie heranträgt. Ein Fischer hatte aus der Elbe eine über zwei Jahre alte Flaschenpost gefischt, von der Schwarz annimmt, dass sie von dem in Prag verschollenen IT-Millionär Westerberg stammt. Berechnungen der Strömungsgeschwindigkeit und dem Flussverlauf zufolge würde eine Flasche von der Moldau in Prag bis nach Hamburg tatsächlich zwei Jahre unterwegs sein. Fraglich ist lediglich, ob der Absender noch am Leben ist. Gemeinsam machen sich Dorn und Schwarz auf den Weg nach Prag, um die Spur von Westerberg aufzunehmen.
Ihre Spurensuche führt sie dabei nicht nur zwei Jahre zurück, sondern noch weiter in die Vergangenheit. Im August 1989, als die Deutsche Botschaft Prag Zufluchtsort Tausender Flüchtlinge war, denen der damalige Außenminister Hans-Dietrich Genscher nach langen Verhandlungen mit der DDR-Regierung mitteilen konnte, dass ihre Ausreise nach Westdeutschland genehmigt worden sei, war unter ihnen auch Paul Westerberg, der seine Chance nutzte, um sein Land zu verlassen und anderswo neu anzufangen. Dabei scheute er nicht davor zurück, den DDR-Bürger Rudi Späth zu bestehlen und sich mit dessen mühsam ersparten Westgeld einen besseren Start zu sichern. Dass er mit dieser Tat dem Mann jegliche Zukunftsperspektive genommen hatte, ahnte er nicht. Während Späth aufgrund Drogenhandels und eines Tötungsdelikts inhaftiert war, erfuhr er den Namen des Diebes aus einem Fernsehinterview. Im Jahr 2008 starb er dann an Krebs.
Aus Rache für ihren Vater hatte seine Tochter Franka, eine Mitarbeiterin der Deutschen Botschaft in Prag, ihn dann 2014 entführt, als Westerberg als erfolgreicher Unternehmer nach der Wende nach Prag zurückkehrte, um an einem Technologiekongress teilzunehmen. Den ersten Kontakt hatte sie indes einige Wochen zuvor anlässlich eines Botschaftsempfangs zu „25 Jahre Prager Botschaft“ hergestellt. Aus diesem Grunde hatte 2014 eine Überprüfung der Kongressteilnehmer nichts erbracht, da Franka dort nicht gewesen war, sondern ihn später am Tage telefonisch kontaktiert hatte.
Westerberg sollte genauso leiden wie Späth. Seine Geiselhaft sollte dabei auf den Tag so lange dauern wie Späths Haftstrafe und mit seinem Tod enden. Während es Helen Dorn, Felix Schwarz und den tschechischen Kollegen gelingt, Westerbergs Martyrium zu beenden und er erfolgreich befreit werden kann, muss die Kommissarin selbst eine private Katastrophe hinnehmen. Ihr Vater wurde von der Geiselnehmerin Franka in seinem Haus überfallen und liegt nach einem Treppensturz lebensgefährlich verletzt in der Klinik. Es ist unklar, ob er jemals aus dem Koma erwachen wird.

## Hintergrund
Die Dreharbeiten für Prager Botschaft erfolgten vom 16. Oktober bis zum 15. Dezember 2017 in Köln, Düsseldorf und in Prag. Gesendet wurde diese zehnte Folge der Reihe als ZDF-Samstagskrimi.

## Rezeption

### Einschaltquote
Die Erstausstrahlung von Prager Botschaft am 1. Dezember 2018 im ZDF erreichte nur 4,80 Millionen Zuschauer und einen Marktanteil von 16,7 Prozent. Das ist der schlechteste Wert seit Beginn der Krimireihe.

### Kritik
Harald Keller wertete bei tittelbach.tv: „Mit dem Film ‚Prager Botschaft‘ schließt die Reihe ‚Helen-Dorn‘ zur fernsehästhetischen Moderne auf. Autor Oeller und Regisseur Alexander Dierbach entschieden sich für eine diskontinuierliche, elliptische Erzählweise mit diversen Zeitsprüngen, die über die rein erläuternde Rückblendenfunktion hinausgehen – hier die ideale Form für eine multiperspektivische Bearbeitung des Themenpaares Schuld und Sühne. Auch verwischen Oeller und Dierbach in einigen Sequenzen die Grenzen zwischen Realität und innerer Wahrnehmung. In Deutschland mag eine solche Dramaturgie noch als extravagant gelten, andernorts ist sie bestens eingeführt und wird auch einem breiten Publikum zugemutet.“ Keller führte dagegen kritisch aus: „Problematisch bleibt weiterhin die Hauptfigur Helen Dorn. Generell gerinnt mittlerweile fast schon zum Klischee, dass weibliche Ermittler als sperrig, abweisend, psychisch angeschlagen charakterisiert werden.“ Für Helen Dorn, meinte er, „ist irgendwann der Punkt erreicht, an dem die Figur auf ihre Leidensfähigkeit reduziert und das Prinzip zur Masche wird.“
Die Redaktion von TV Spielfilm beurteilte den Krimi mit dem „Daumen nach oben“ und schrieb:  „Schmonzettenhaft ist nur die klebrige Musik, sonst bleibt das Dreiecksdrama vor historischem Hintergrund angenehm dezent.“ Fazit: „Dramatisch und erfreulich kitschfrei.“
Tilmann P. Gangloff schrieb für die Frankfurter Rundschau und meinte: „Die Qualität des Films zeigt sich neben den ausnahmslos guten darstellerischen Leistungen und der gelungenen Integrierung der Rückblenden nicht zuletzt an den Drehbuchdetails. Dass der Entführte überhaupt auf sich aufmerksam machen konnte, hat er dem Moldau-Hochwasser 2016 zu verdanken; seine Flaschenpost hat zwei Jahre gebraucht, bis sie schließlich das Meer erreicht hat.“ Weiter befand er: „Prag ist, bei allem Respekt vor Düsseldorf, […] ein deutlich illustrer Schauplatz als Dorns gewohntes Revier. Außerdem ist es immer fruchtbar, wenn sich Einzelgänger mit einem Zwangspartner arrangieren müssen, was Helen Dorn nicht davon abhält, auch in der tschechischen Hauptstadt ihr Ding durchzuziehen und den Kollegen Schwarz regelmäßig stehen zu lassen.“
Bei Quotenmeter.de wertete Julian Miller sehr negativ und nannte diesen Krimi der Reihe „misslungen“. „Prager Botschaft“ „kann bis auf ein paar Stellen nicht wirklich gefallen. Die historischen Ereignisse bilden nur den Hintergrund für eine banale und klischeehafte Handlung über eine Dreiecksbeziehung und einen Verräter – mehr ist aus dem Film nicht rauszuholen. Das Konfliktpotential, was bei einem solchen Stoff in Hülle und Fülle vorhanden ist, wurde zugunsten eines 08/15-Plots nicht genutzt. Man sieht immer wieder, wie Zelte aufgeschlagen werden und man hört in Dialogen, dass die Vorräte knapp werden.“